# Philippe Marechal
Philippe Marechal (Brugge, 13 mei 1947) is een Belgisch conservator. Hij studeerde aan de universiteit Gent en behaalde zijn doctorsgraad in geschiedenis. Hij was hoofd van de afdeling Geschiedenis van de koloniale tijd en van de Belgische aanwezigheid overzee, nadien directeur ad interim, van het Koninklijk Museum voor Midden-Afrika te Tervuren.

## Achtergrond
Het doctoraat van Philippe Marechal betrof De "Arabische" campagne in het Maniema-gebied (1892-1894): situering binnen het kolonisatieproces in de onafhankelijke Congostaat. Hij specialiseerde zich als Belgisch historicus in de koloniale erfenis in België en publiceerde dan ook studies over dit onderwerp.
Philippe Marechal was zoon van de heer Joseph Marechal (1911-1993), rijksarchivaris, en van mevrouw Jeannine de Dekker (1923-1999).